# Khojeh Darreh
Khojeh Darreh (persiska: خجه دره) är ett samhälle i Iran.   Det ligger i provinsen Gilan, i den nordvästra delen av landet, 300 km nordväst om huvudstaden Teheran. Khojeh Darreh ligger 758 meter över havet och antalet invånare är 138.
Terrängen runt Khojeh Darreh är huvudsakligen kuperad, men norrut är den bergig. Runt Khojeh Darreh är det ganska glesbefolkat, med 45 invånare per kvadratkilometer. Närmaste större samhälle är Reẕvānshahr, 15,8 km öster om Khojeh Darreh. I omgivningarna runt Khojeh Darreh växer i huvudsak blandskog.